# Твердотільне гравітаційне накопичення енергії

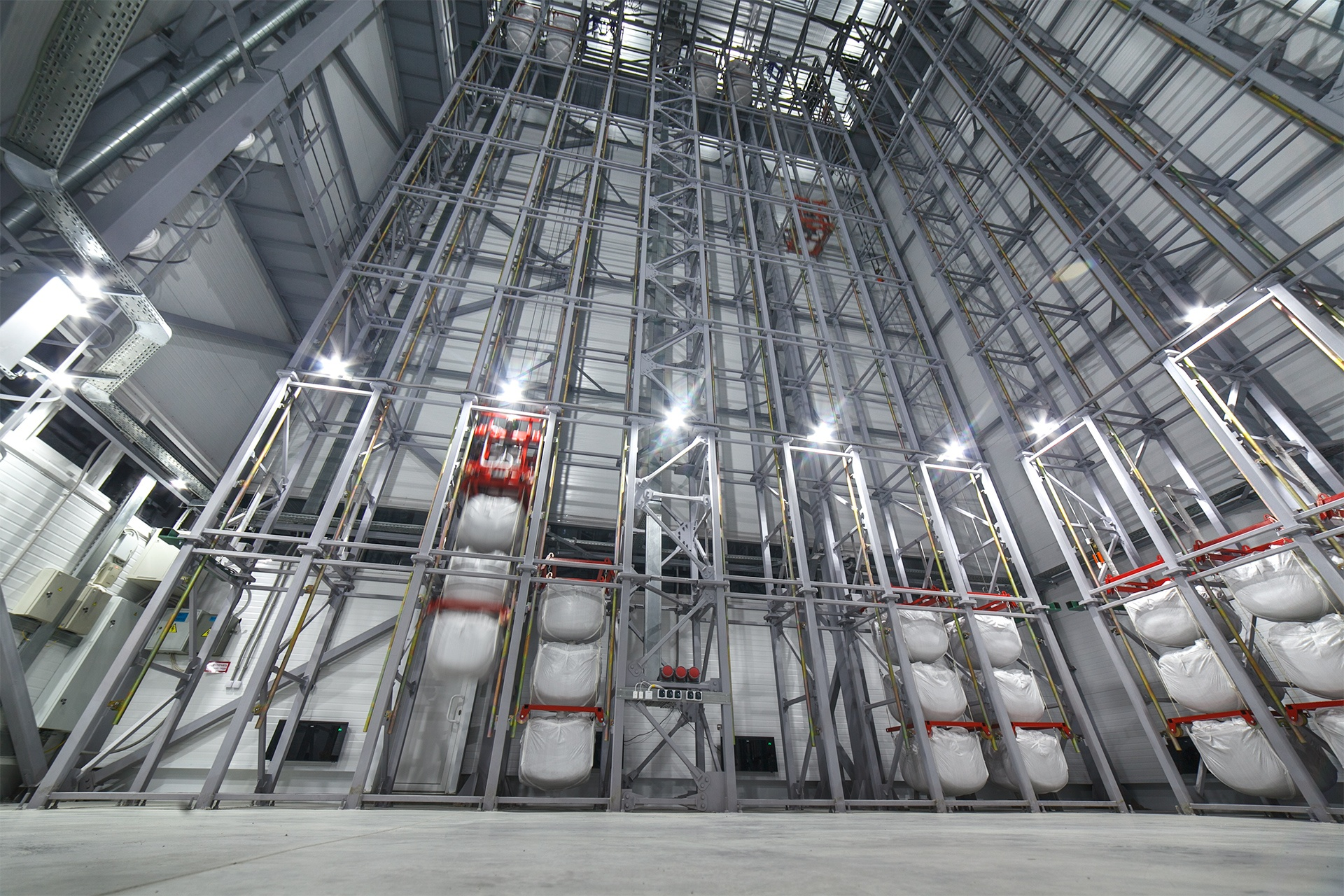

Твердотільне гравітаційне накопиченя енергії (en. Lifted Weight Storage) — спосіб накопичення енергії  у гравітаційних системах,, що використовують для зберігання потенційну енергію твердих тіл. Промислові установки призначені для усунення дисбалансу між попитом та виробництвом електроенергії в енергосистемах, у тому числі на основі відновлюваних джерел енергії.

## Принцип роботи
Принцип роботи твердотільних гравітаційних накопичувачів заснований на споживанні електроенергії при піднятті вантажів на висоту та її виробленні під час опускання вантажів під дією сили тяжіння. Вантажі можуть виготовлятися з будь яких твердих матеріалів або ємностей з сипучими матералами. Великі системи накопичення можуть мати як відкритий майданчик з маніпуляторами для підняття та опускання вантажів, так і бути закритими комплексами зі станцонарними приводами.
Робота твердотільного гравітаційного накопичувача схожа на роботу гідроакумулювальної електростанції. Для твердотільної системи не потрібен перепад висот та водойми, на відміну від ГАЕС, але твердотільна система потребує більш складної електромеханічної системи для свої роботи. Від систем накопичення енергії на основі акумуляторів, твердотільна система відрізняється тим, що не містить хімічних компонентів, які негативно впливають на довкілля, але в той самий час має меншу питому потужність та потребує більше матеріалів для спорудження.
ККД твердотільних систем складає білизько 75 %.
Технологія Lifted Weight Storage (LWS) використовує надлишкову енергію для механічного вертикального підйому важких вантажів, як правило, за допомогою блоків. Коли потрібна додаткова енергія – маса опускається обертаючи шків генератора.

## Історія

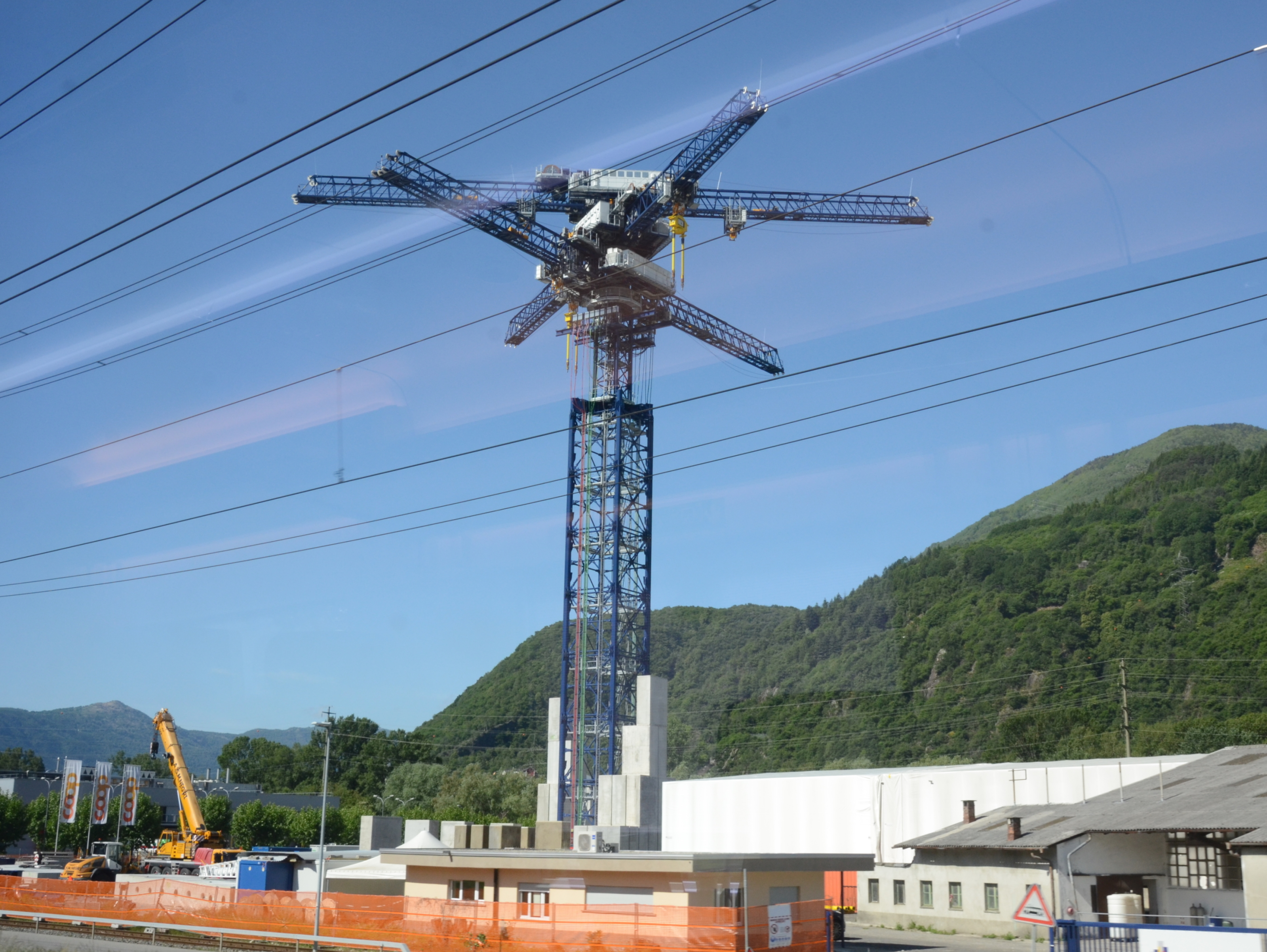
60-метровий прототип Energy Vault у Арбедо-Кастіоне 2021

2012 рік — початок розробки технічних рішень для твердотільних гравітаційних накопичувачів енергії.
2016 — створення лабораторної установки потужністю 100 Вт і висотою 2,7 метра[джерело?].
2019-2020 — будівництво першої промислової системи для досліджень.

## Інтернет-ресурси
- Перспективи акумулюючих електростанцій